# Spilosoma melanostigma
Spilosoma melanostigma är en fjärilsart som beskrevs av Nicolas Grigorevich Erschoff 1872. Spilosoma melanostigma ingår i släktet Spilosoma och familjen björnspinnare. Inga underarter finns listade i Catalogue of Life.